# Studiolo di Ludovico Gonzaga vescovo
Lo Studiolo era un ambiente privato di Ludovico Gonzaga (vescovo di Mantova), sito nel castello, residenza della corte gonzaghesca di Gazzuolo, in provincia di Mantova, destinato ad accogliere oggetti preziosi di un raffinato collezionista rinascimentale.

## Storia
L'ambiente che ospitò lo studiolo venne iniziato nel 1490 dal fratello del vescovo, Gianfrancesco, dalla moglie Antonia del Balzo e dal figlio Ludovico. Fu terminato nel 1502 quando il vescovo vi soggiornò in modo definitivo. Lo studiolo, al pari di quello di altri signori del Rinascimento (Studiolo di Guidobaldo da Montefeltro, Studiolo di Isabella d'Este e Studiolo di Federico da Montefeltro), venne intarsiato da un importante artista cremonese, Giovanni Maria Platina, allievo di Lorenzo Canozi di Lendinara. Alla realizzazione partecipò con affreschi il pittore mantovano Gianluigi Medici (1459-1512), che operò anche a Roma. Il vescovo Ludovico volle un soffitto decorato con i segni dello zodiaco, forse avvalorando l'ipotesi di una competizione culturale con lo "studiolo di Isabella d'Este" nel Palazzo Ducale di Mantova.

## Collezioni
Le raccolte d'arte presenti nello studiolo erano composte da opere in bronzo eseguite dallo scultore-orafo Pier Jacopo Alari Bonacolsi, medaglie di Bartolomeo Melioli, dipinti di Andrea Mantegna, gioielli e cammei, vasi in pietra dura, marmi antichi.